# Репетек
Репетек – залізнична станція (роз’їзд) Туркменської залізниці (за СРСР – Середньоазійської, за Російської імперії – Закаспійської залізниці) і однойменне селище при станції. Код станції - 750504.

Населення близько 350 осіб (2003 р.).  (в основному казахи, туркмени, узбеки)

## Історія
За деякими даними, позначка "Рафаттах" присутня на давній арабській мапі 8 ст.
На британських мапах 1832 та 1851 р. на території Бухарського ханства у відповідному місці присутній пункт з підписом "Rabituk". На інших мапах ХІХ ст. - також "Rabatek", "Rufatuk". На австрійській мапі 1874 р. пункт позначено "Br.Rabatek" - можливо, "Br." тут - скорочено "Brunnen" - з німецької "колодязь, джерело". (така ж приставка передує і назвам всіх навколишніх пунктів).
Сучасна залізнична станція утворена близько 1886 р. в ході будівництва залізниці за 70 км на південний захід від м.Чарджуй (нині центр Лебапського велаяту -Туркменабад), в центрі південно-східних Каракумів. 

## Інфраструктура
Окрім станції, найважливішим об’єктом є Репетекський державний біосферний заповідник, історія якого розпочалась ще 1912 року з наукової піщано-пустельної станції. 1927 р. при станції було утворено заповідник, який 1978 р. отримав статус біосферного. Зараз його площа становить 34 600 га. В селищі розташована адміністрація заповідника, а територія заповідника оточує селище з півночі і сходу
Також у селищі знаходяться:
- Метеорологічна станція
- Пошта
- Піщаний кар’єр
- Початкова школа
- Придорожнє кафе

Повз селище паралельно залізниці проходить також шосейна автодорога Туркменабад – Мари – Ашгабат.

## Клімат
Клімат континентальний, сухий з дуже спекотним літом та м’якою зимою.
Найбільш спекотне місце Туркменістану і колишнього СРСР – 29 липня 1983 р. тут було зафіксовано температуру +51,8 ° С, чим було побито попередній рекорд 1944 р. 
Кількість опадів – до 200 мм на рік
Грунти – піщані.